# Keude Linteung
Keude Linteung is een bestuurslaag in het regentschap Nagan Raya van de provincie Atjeh, Indonesië. Keude Linteung telt 692 inwoners (volkstelling 2010).